# 曹操讨伐袁术之战
曹操讨伐袁术之战發生於東漢末年，197年至199年由汉朝朝廷发起對僭號稱帝的袁术做出的一场讨伐。最終以袁术及其仲氏政权败亡而告终。

## 背景

### 对南阳和陈留的早期统治
相国董卓劫掠都城洛阳时象征君权的传国玺丢失，作为讨董联军後將軍南阳太守袁术部将及破虏将军领豫州刺史的孙坚意外在洛阳废墟中找到了传国玺并将其保管；当袁术得知孙坚得到传国玺，便劫持孙坚的妻子，迫使孙坚将传国玺交给他。
189年袁术在南阳建立根据地，然而其麾下头号战将孙坚在襄阳之战中阵亡，迫使他向东撤退到陈留，192年开始在扬州扩大影响。之後又被与他为敌的兄长冀州牧袁绍和兖州牧曹操在封丘之战重创，袁术逃到淮南九江郡的寿春重新立足。

### 在寿春崛起
193年起，繼承父業的孙坚之子怀义校尉孙策为袁术攻打扬州刺史刘繇、会稽太守王朗等治下的江东地区；这使得只要孙策和其他将领忠于袁术，袁术就是中国最有权势的军阀之一。同時，袁术領軍試圖在徐州扩张，但被镇东将军刘备和自称徐州牧的吕布阻挠而不太成功；196年吕布短暂与袁术结盟，但再叛他并将他赶回寿春。
此時袁术仍自认为牢牢掌握华中和华南，得知196年秋曹操控制汉献帝并将其带到许县后，袁术感到行动的时机成熟。197年初，袁术匆促在寿春僭號稱天子，建立了仲氏朝。后来曹操在《让县自明本志令》中称，当时袁术因为畏惧曹操，所以只僭号称天子，不敢称帝。然而袁术此举没有得到支持且被广泛视为叛汉，使折冲校尉行殄寇将军孙策与其决裂，而其他军阀有了具體的理由攻打袁术，称他为叛将；司空录尚书事曹操控制下的汉廷以孙策为骑都尉，向孙策和平东将军徐州牧吕布下诏，敦促他们对袁术展开攻势，由此孙策与曹操结盟但维持独立。

## 战役

### 第一阶段

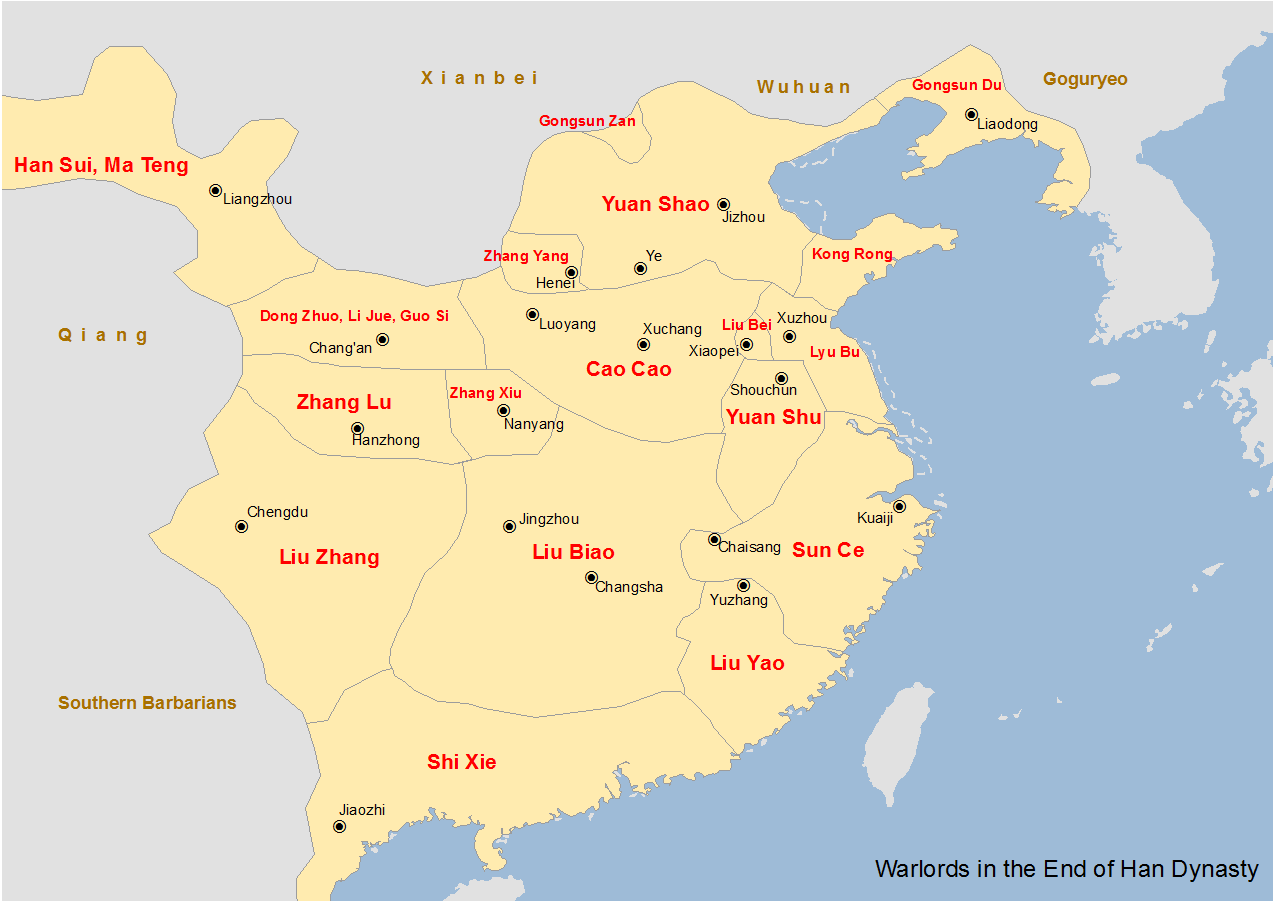
展示190年代汉末大军阀的地图

袁术自称“天子”後，孙策勸諫袁術無效，便写信给袁术帐下的舅父广陵太守吴景和堂兄袁术部将丹杨都尉孙贲，要他们和袁术决裂，吴景、孙贲响应孙策并倒戈投靠之，袁术因此失去了广陵和孙策攻占的江东地区，对华中和华南的影响力骤降。
孙策被任为明汉将军，受命与吕布和吴郡太守、安东将军陈瑀共同讨伐袁术，陈瑀却派遣都尉万演等人秘密渡过长江，持印传三十馀纽与丹杨县、宣城县、泾县、陵阳县、始安县、黟县、歙县诸县大帅祖郎、焦巳、严白虎约为内应，等孙策出兵就攻取诸郡。孙策觉察，派遣都督吕範、徐逸于海西攻打陈瑀，大破之，枭首其大将陈牧，俘获他的吏士妻儿四千人，陈瑀单骑逃奔袁绍。
同时吕布在淮北击败袁术并在当地劫掠，袁术为扭转情势入侵較為富足的陳地將其併吞，用計殺了漢室陳王劉寵及其國相駱俊，但隨后被曹操率领的汉军击退，使袁术转移到淮南。197年秋，曹操尽取袁术在淮北的领地，袁术剩下的地盘遭受旱灾、歉收，势力愈发削弱。

### 吕布的背叛和败亡
当袁术的影响力已被削弱到微小时，反袁术联军出现了内讧，吕布在袁术要求下攻打左将军豫州牧刘备，曹操支持刘备反击，这场冲突导致了198年曹刘联军与吕布之间的下邳之战；吕布处境危险，求助袁术，但袁术仅派一千骑兵相助，未至下邳即被击败，眼看吕布灭亡不可避免，袁术派使者煽动山越部落和匪徒头领祖郎攻打孙策，然而孙策击破敌军，继续加强自己在江东的影响。最后吕布于199年2月7日投降曹操，并被诛杀。

### 仲氏皇帝的末日
另一方面，袁术軍的處境恶化，他的仓库空虚，军力也被削弱，袁术焚烧宫室，逃入潜山投奔旧部雷薄、陈兰，但雷薄、陈兰拒绝接纳，袁术写信给袁绍，许诺一旦袁绍肯助他就轉讓帝號，袁绍派儿子青州刺史袁谭迎袁术入青州，袁术去青州途中，曹操派刘备和朱灵等人截击，袁术只得返回淮南，曹操也派督军御史中丞严象率军去扬州讨伐袁术。不久後袁术即於199年六月在回都城寿春的途中病死。

## 后續
袁术死后，其家人投奔其旧部庐江太守刘勳。长史杨弘和大将军张勋计划率本部投靠孙策，却在庐江被刘勳截留。199年，孙策败刘勳，克庐江，释放了袁术的家人和部众。
与此同时，曹操与袁绍之间本就存在的紧张关系在接下来的几个月里进一步加剧，到199年底，他们之间的冲突似乎已不可避免。最终，在次年九月，即官渡之战期间，这一冲突达到了白热化。

## 演义
曹操讨伐袁术之战在罗贯中的历史小说《三国演义》第十七回中表现如下：
袁术派张勋率军二十万攻吕布于徐州。军队分七路：张勋领中军，桥蕤、雷薄、韩暹居左，陈纪、陈兰、杨奉居右。每个将领都分别受命攻陷特定城镇。
吕布由哨探得知张勋的目标是攻克徐州；其他被攻打的城镇有小沛、沂都、琅琊、碣石、下邳和浚山。袁术军每日前进二十里，于路劫掠乡野。当吕布与谋士商议时，陈宫指责陈和陈登招祸。但陈登却笑陈宫懦弱，并献击败袁术之计。吕布同意了，并命其实施。吕布上表朝廷传达对付袁术的战略。
吕布追击，遭遇袁术亲自率军。马背上的袁术身披金甲，腕悬两刀，厉声责骂吕布并派部将李丰出战。战不三合，李丰手受伤，弃枪而走。吕布麾兵冲杀并获胜，敌军逃散，丢下马匹衣甲无数。袁术军没跑远就遭遇关羽所部军队，伤亡惨重，仅率少数士兵逃走。吕布获胜后和关羽及背叛袁术来投的韩暹、杨奉回徐州。吕布设宴庆功并保举杨奉为琅琊牧，韩暹为沂都牧。在陈珪建议下，他们立即各自赴任。
战败的袁术遭到曹操、吕布、孙策围攻。袁术乏粮，劫掠陈留。曹操亲率军队攻袁术，并写信给刘备、吕布、孙策，要他们协同进攻。刘备首先响应，与曹操会师时展示韩暹、杨奉的首级，称他们在徐州任上纵兵掠民。曹操感谢刘备除掉了他们。吕布到后，曹操善言抚慰，许诺回到许昌后就给以徐州牧官印，吕布大喜过望。三军合兵，曹操领中军，吕布在左，刘备在右，夏侯惇、于禁为先锋。
桥蕤率袁术先锋军在寿春界口遭遇夏侯惇。夏侯惇出马，战不三合杀死桥蕤，桥蕤军撤入城中。孙策军奔西面而来，即将到达。其余三军也各攻一面，曹操攻北面，吕布攻东面，刘备攻南面。袁术见身处绝境，命李丰、乐就、梁纲、陈纪率军十万守寿春，收拾库藏率余部渡淮出逃。
曹操军每日需要大量粮食，寿春周边又遭数年饥荒，无以接济。因此，曹操催促军队速战，寿春守军却试图尽量拖延战事。围城一月有余，毫无进展。曹操粮食将尽，写信向孙策借得粮米十万斛。此后曹操的战略确保联军不停攻城以尽早结束围城。联军登城破门，被围的守军被俘。李丰、乐就、梁纲、陈纪都被生擒并当众处决。袁术政权所造的宫室殿宇和犯禁之物都被焚毁，城池被劫掠一空。袁术未被追杀，三军也各自班师。

## 时下引用
此战在光荣系列游戏真·三國無雙5中有所表现。此剧情中玩家只能使用刘备军，則孫策軍將以援軍出現孫策、周瑜、孫尚香。在真·三國無雙6中出現在吴傳，使用的武将是孫尚香。在真·三國無雙8中也有该剧情。
在《三国志系列》中，袁术势力称帝的国号长期被默认为“成”，可能是对王先谦曰“以‘成’为国号也，与袁术称‘仲家’同义”、沈涛“‘仲’乃术所僭国号，其称曰‘家’，犹汉室之称“汉家”耳。《公孙述传》‘遂自立为天子，号成家’，亦是僭国号曰‘成’也”的误读，因上述学者引用公孙述与袁术对比而误将公孙述的成家以为袁术在历史上的国号。从《三国志12》起，袁术国号才改为“仲”。

## 延伸阅读
- 陈寿《三国志》
- 范晔《后汉书》
- 司马光《资治通鉴》